# Michael Dougherty

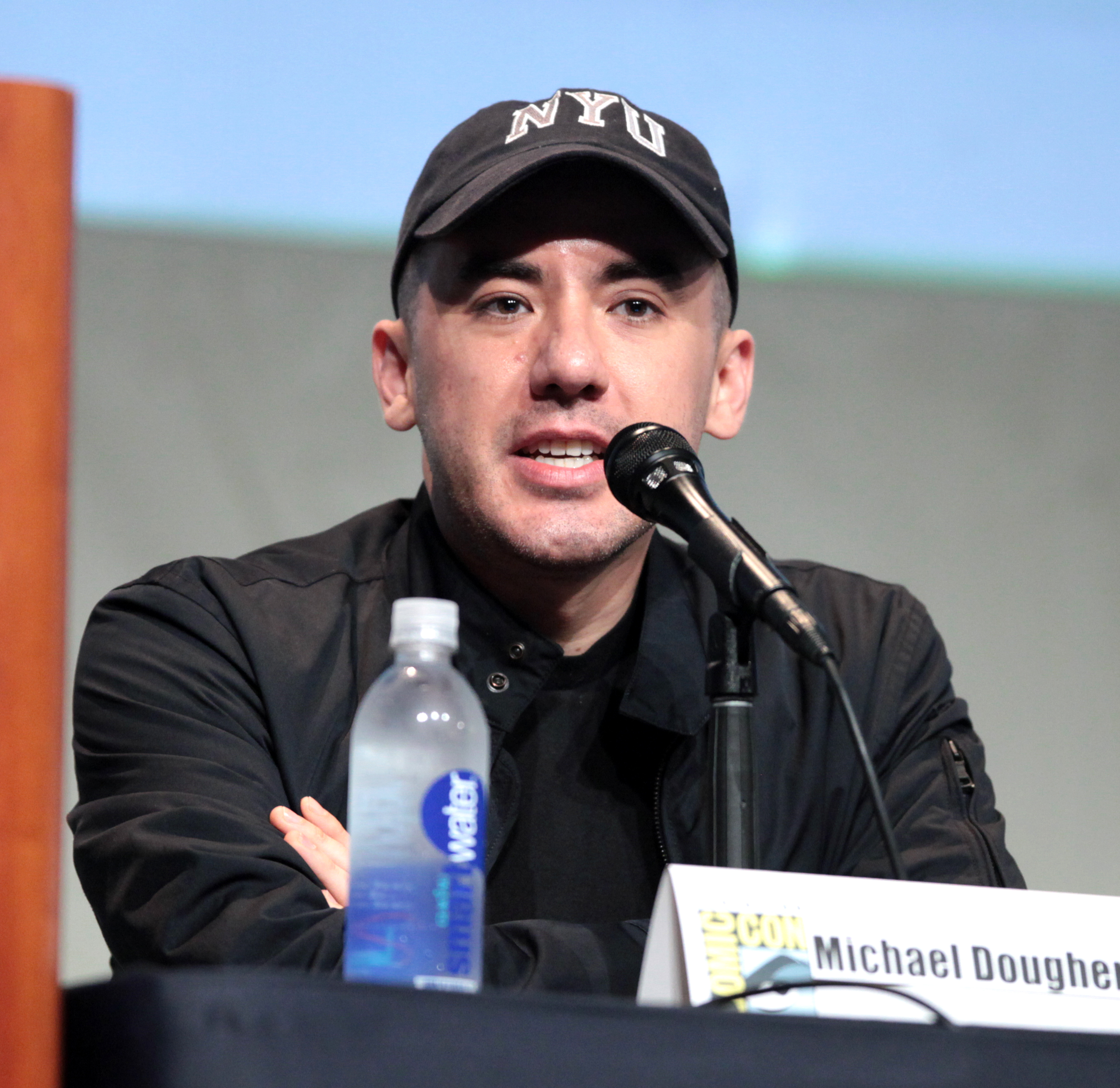

Michael Dougherty é um roteirista de cinema dos Estados Unidos, mais conhecido por seu trabalho ao lado de Dan Harris nos roteiros para filmes dirigidos por Bryan Singer, como X2, Superman Returns e Trick 'r Treat.